# أودري هانا
أودري هانا (بالألمانية: Audrey Hannah)‏ هي مقدمة تلفزيونية ومغنية ألمانية، ولدت في 29 سبتمبر 1982 في ساربروكن في ألمانيا.

## روابط خارجية
- أودري هانا على موقع ميوزك برينز (الإنجليزية)
- أودري هانا على موقع أول ميوزيك (الإنجليزية)
- أودري هانا على موقع ديسكوغز (الإنجليزية)